# Lilioceris
Lilioceris es un género de escarabajos de la familia Chrysomelidae. El género fue descrito por Reitter en 1801. La especie tipo es Lilioceris lilii Scopoli, 1763. Originariamente de África y Asia. Dos especies han sido intencionalmente introducidas en Norteamérica para controlar plantas invasoras consideradas plagas. Se alimentan de Fritillaria, Lilium y Dioscorea bulbifera.
Esta es una lista de especies del género:
- Lilioceris apicalis Yu in Yu, 1992
- Lilioceris brancuccii Medvedev, 1992
- Lilioceris dentifemoralis Long, 1988
- Lilioceris faldermanni Guérin-Méneville, 1829
- Lilioceris hitam Mohamedsaid, 1990
- Lilioceris jianfenglingensis Long, 1988
- Lilioceris kimotoi Mohamedsaid, 1991
- Lilioceris laetus Medvedev, 1992
- Lilioceris laysi Mohamedsaid, 2000
- Lilioceris lianzhouensis Long, 2000
- Lilioceris lilii Scopoli, 1763
- Lilioceris merdigera Linnaeus, 1758
- Lilioceris nepalensis Takizawa, 1989
- Lilioceris parallela Mohamedsaid, 1999
- Lilioceris rondoni Kimoto & Gressitt, 1979
- Lilioceris schneideri Weise, 1900
- Lilioceris thailandicus Medvedev, 2005
- Lilioceris tibialis Villa, 1838
- Lilioceris vietnamica Medvedev, 1985
- Lilioceris xinglongensis Long, 1988

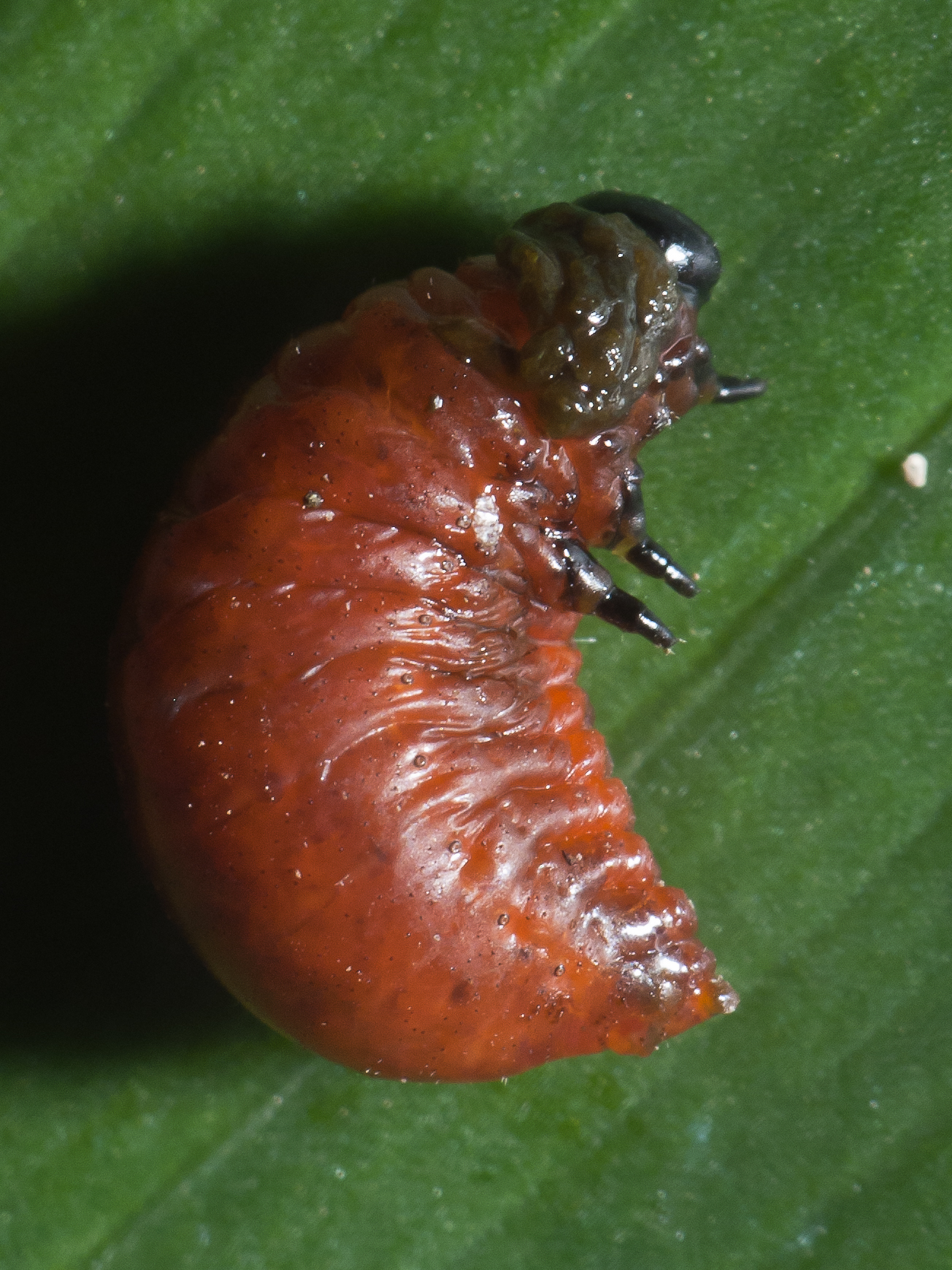
Lilioceris lilii, larva

- Lilioceris yuae Long, 2000